# 泰伊岩
泰伊岩（英語：Tighe Rock），是南極洲的一塊岩石，位於埃爾斯沃思地，處於摩西山西北面28公里。美國地質調查局根據測量和美國海軍拍攝的空中照片繪入地圖，現時由南極條約體系管理。